# Stevica Ristić
Stevica Ristić (født 23. maj 1982) er en makedonsk fodboldspiller.

## Makedoniens fodboldlandshold
| Makedoniens landshold | Makedoniens landshold | Makedoniens landshold |
| År                    | Kmp                   | Mål                   |
| --------------------- | --------------------- | --------------------- |
| 2007                  | 4                     | 1                     |
| 2008                  | 3                     | 0                     |
| 2009                  | 1                     | 0                     |
| 2010                  | 5                     | 0                     |
| 2011                  | 2                     | 0                     |
| 2012                  | 2                     | 0                     |
| Total                 | 17                    | 1                     |